# Harry Collett
Harry Collett (Havering, 17 de janeiro de 2004) é um ator britânico. Ele começou sua carreira como ator mirim, ganhando destaque no drama médico Casualty (2014–2022). Collett também apareceu em filmes como Dunkirk (2017) e Dolittle (2020), antes de ganhar mais notoriedade no papel do príncipe Jacaerys Velaryon na série de fantasia da HBO, House of the Dragon (2022–presente).

## Carreira
Collett começou sua carreira aparecendo como uma versão mais jovem do cantor Michael Bublé no videoclipe cover de Bublé e Idina Menzel, "Baby, It's Cold Outside". Ele apareceu em um episódio em 2014 do drama médico da BBC Casualty como Seb Durante. Ele então forneceu a voz para interpretar o personagem Wally na série de televisão infantil Wallykazam! nas duas primeiras temporadas. No ano seguinte, Collett apareceu em um episódio da primeira temporada da série de comédia musical e fantasia norte-americana Galavant como a versão mais jovem do personagem titular, seguido por um papel na série de televisão infantil The Hive como Buzzbee.
Em 2016, Collett foi escalado para outro papel convidado em Casualty como Oliver Hide, o filho do personagem estabelecido David Hide (Jason Durr). Como parte da aparição, Collett filmou uma façanha com seu personagem preso em um carro em chamas. Ele reprisou o papel em 2017 por três episódios, e novamente em 2019 por um período mais longo. O ator voltou para outra passagem em 2021.A co-estrela de Collett, Durr, elogiou o ator, chamando-o de" absolutamente fantástico"e opinou: "ele tem uma ótima carreira pela frente".
Collett fez sua estreia no cinema como a versão mais jovem de Raymond Briggs em Ethel &amp; Ernest, um filme biográfico lançado em 2016. Durante 2017, Collett apareceu no curta-metragem Honour como Lee de 11 anos, e fez uma participação especial no filme de guerra de 2017 Dunkirk, dirigido por Christopher Nolan. No ano seguinte, ele apareceu em Dead in a Week or Your Money Back como uma versão mais jovem do personagem William. Em dezembro de 2017, Collett foi escalado para o filme de comédia de aventura Dolittle. Lançado em janeiro de 2020, o filme apresenta o ator estrelando como Tommy Stubbins, o aprendiz auto-nomeado de Dr. Dolittle (Robert Downey Jr.).
Collett também teve uma carreira no palco, aparecendo em produções de Billy Elliot The Musical, Matilda The Musical, e Elf, The Musical.

## Filmografia

### Filmes
| Ano  | Titulo                            | Papel                | Nota         |
| ---- | --------------------------------- | -------------------- | ------------ |
| 2016 | Ethel &amp; Ernest                | Jovem Raymond Briggs | Papel de voz |
| 2017 | Honour                            | Lee                  | Filme        |
| 2017 | Dunkirk                           | Menino               |              |
| 2018 | Dead in a Week or Your Money back | Jovem William        |              |
| 2020 | Dolittle                          | Tommy Stubbins       |              |

### Televisao
| Ano           | Titulo              | Papel                      | Nota             |
| ------------- | ------------------- | -------------------------- | ---------------- |
| 2014          | Casualty            | Seb Durante                | Papel convidado  |
| 2014−2017     | Wallykazam!         | Wally                      | Papel de voz     |
| 2015          | Galavant            | Jovem Galavant             | Papel convidado  |
| 2015          | The Hive            | Buzzbee                    | Voz              |
| 2016–2022     | Casualty            | Oliver Hide                | Papel recorrente |
| 2022–presente | House of the Dragon | Príncipe Jacaerys Velaryon | Papel principal  |

### Teatro
| Ano       | Titulo                     | Papel  | Nota |
| --------- | -------------------------- | ------ | ---- |
| 2010      | Billy Elliot - the Musical | Menino |      |
| 2013      | Matilda The Musical        | Garcia |      |
| 2015−2016 | Elf, The Musical           | Miguel |      |

### Videoclipe
| Ano  | Titulo                    | Artista                      | Papel               | Nota |
| ---- | ------------------------- | ---------------------------- | ------------------- | ---- |
| 2014 | "Baby, It's Cold Outside" | Idina Menzel e Michael Bublé | Jovem Michael Bublé |      |

### Jogo eletrônico
| Ano  | Titulo                                                          | Papel | Nota   |
| ---- | --------------------------------------------------------------- | ----- | ------ |
| 2015 | Dragon Quest Heroes: The World Three's Woe and the Blight Below | Helix | Inglês |